# László Kleinheisler
László Kleinheisler (Kazincbarcika, 8 de abril de 1994) es un futbolista húngaro que juega en la demarcación de centrocampista para el Grazer AK de la Bundesliga.

## Selección nacional
Debutó con la selección de fútbol de Hungría el 12 de noviembre de 2015 en un partido de clasificación para la Eurocopa 2016 contra Noruega, encuentro que finalizó con un resultado de 0-1 a favor del conjunto húngaro, marcando Kleinheisler el gol de la victoria.

### Participaciones en Eurocopas
| Copa          | Sede     | Resultado        | Partidos | Goles |
| ------------- | -------- | ---------------- | -------- | ----- |
| Eurocopa 2016 | Francia  | Octavos de final | 2        | 0     |
| Eurocopa 2020 | Europa   | Fase de grupos   | 3        | 0     |
| Eurocopa 2024 | Alemania | Fase de grupos   | 2        | 0     |

### Goles internacionales
| # | Fecha                    | Estadio                                                | Oponente | Gol | Resultado | Competición                         |
| - | ------------------------ | ------------------------------------------------------ | -------- | --- | --------- | ----------------------------------- |
| 1 | 12 de noviembre de 2015  | Ullevaal Stadion, Oslo, Noruega                        | Noruega  | 0-1 | 0-1       | Clasificación para la Eurocopa 2016 |
| 2 | 11 de septiembre de 2018 | Groupama Arena, Budapest, Hungría                      | Grecia   | 2-1 | 2-1       | Liga de Naciones de la UEFA 2018-19 |
| 3 | 31 de marzo de 2021      | Estadio Nacional de Andorra, Andorra la Vieja, Andorra | Andorra  | 0-3 | 1-4       | Clasificación para el Mundial 2022  |

## Clubes
| Club                           | País       | Año       | Partidos | Goles |
| ------------------------------ | ---------- | --------- | -------- | ----- |
| Puskás Akadémia FC             | Hungría    | 2012-2013 | 27       | 8     |
| Videoton F. C.                 | Hungría    | 2013-2015 | 44       | 5     |
| Puskás Akadémia FC (cedido)    | Hungría    | 2015      | 12       | 0     |
| Werder Bremen                  | Alemania   | 2016      | 7        | 0     |
| SV Darmstadt 98 (cedido)       | Alemania   | 2016      | 13       | 1     |
| Ferencvárosi TC (cedido)       | Hungría    | 2017      | 15       | 0     |
| F. C. Astana                   | Kazajistán | 2017-2019 | 54       | 2     |
| NK Osijek                      | Croacia    | 2019-2023 | 131      | 21    |
| Panathinaikos F. C.            | Grecia     | 2023      | 21       | 2     |
| H. N. K. Hajduk Split (cedido) | Croacia    | 2024      | 14       | 1     |
| Panathinaikos F. C.            | Grecia     | 2024-2025 | 0        | 0     |
| Grazer AK                      | Austria    | 2025-     | 13       | 0     |

## Palmarés

### Títulos nacionales
| Título                     | Club            | País       | Año  |
| -------------------------- | --------------- | ---------- | ---- |
| Copa de Hungría            | Ferencvárosi TC | Hungría    | 2017 |
| Liga Premier de Kazajistán | F. C. Astana    | Kazajistán | 2017 |
| Liga Premier de Kazajistán | F. C. Astana    | Kazajistán | 2018 |
| Supercopa de Kazajistán    | F. C. Astana    | Kazajistán | 2018 |